# Prix Albert-Tessier
Pour un article plus général, voir Prix du Québec.

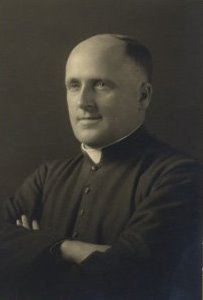
Albert Tessier

Le prix Albert-Tessier est l’un des Prix du Québec décernés annuellement par le gouvernement du Québec. Il reconnaît un artiste québécois du cinéma dont la carrière et l’œuvre ont contribué, de façon notoire, à la réputation de la production cinématographique québécoise.

## Description du prix
Les divers aspects du cinéma reconnus par ce prix sont la scénarisation, l’interprétation, la composition musicale, la réalisation, la production et tous les autres métiers reliés au cinéma.
Les critères d’éligibilité au prix sont :
- le candidat doit être citoyen canadien et vivre ou avoir vécu au Québec ;
- une personne ne peut recevoir deux fois le même prix, mais elle peut en recevoir plus d'un la même année ;
- un prix ne peut être attribué à plusieurs personnes à moins que ces personnes participent à des réalisations conjointes ;
- un prix ne peut être attribué à titre posthume.

Le prix :
- une bourse non imposable de 30 000 $ ;
- une médaille en argent réalisée par un artiste québécois ;
- un parchemin calligraphié et un bouton de revers portant le symbole des Prix du Québec ;
- une pièce de joaillerie exclusive aux lauréates et aux lauréats ;
- un hommage public aux lauréats et aux lauréates par le gouvernement du Québec au cours d'une cérémonie officielle.

## Origine du nom
Le prix doit son nom à Mgr Albert Tessier (1895-1976), qui est un pionnier du cinéma documentaire québécois. Il a réalisé près de 70 films, principalement entre 1930 et 1950. Les thèmes de ses films sont la nature, la culture, l’éducation, les régions du Québec et la religion.

## Liste des lauréats
- 1980 : Arthur Lamothe
- 1981 : Pierre Lamy
- 1982 : Norman McLaren
- 1983 : Maurice Blackburn
- 1984 : Claude Jutra
- 1985 : Gilles Groulx
- 1986 : Michel Brault
- 1987 : Rock Demers
- 1988 : Anne-Claire Poirier
- 1989 : Denys Arcand
- 1990 : Gilles Carle
- 1991 : Frédéric Back
- 1992 : Jean-Claude Labrecque
- 1993 : Francis Mankiewicz
- 1994 : Pierre Perrault
- 1995 : Jean-Pierre Lefebvre
- 1996 : Jacques Giraldeau
- 1997 : Colin Low
- 1998 : Georges Dufaux
- 1999 : Roger Frappier
- 2000 : Micheline Lanctôt
- 2001 : René Jodoin
- 2002 : Robert Daudelin
- 2003 : André Forcier
- 2004 : Pierre Hébert
- 2005 : Fernand Dansereau
- 2006 : Léa Pool
- 2007 : Pierre Mignot
- 2008 : Jacques Leduc
- 2009 : Paule Baillargeon
- 2010 : Werner Nold
- 2011 : Marcel Carrière
- 2012 : André Melançon
- 2013 : Robert Morin
- 2014 : Manon Barbeau
- 2015 : Martin Duckworth
- 2016 : Alanis Obomsawin
- 2017 : Michèle Cournoyer
- 2018 : André Gladu
- 2019 : Pauline Vaillancourt[1]
- 2020 : André Laliberté
- 2021 : Serge Giguère
- 2022 : Mireille Dansereau
- 2023 : Tahani Rached
- 2024 : Denis Côté (réalisateur)